# Gebhard Koberger
Gebhard Ferdinand Koberger CanReg (* 24. Dezember 1909 in Wien-Döbling; † 16. August 1997 in Klosterneuburg) war ein österreichischer Augustiner-Chorherr und  längstdienender Propst des niederösterreichischen Stifts Klosterneuburg.

## Leben
Gebhard Koberger trat 1929 in das Augustiner-Chorherren-Stift Klosterneuburg ein und empfing die Priesterweihe am 27. Juni 1935. Seit 1931 war er Mitglied der katholischen Studentenverbindung KHV Welfia Klosterneuburg. 1953 wurde er als Nachfolger von Alipius Linda zum 65. Propst des Klosterneuburger Stiftes gewählt, dem er anschließend bis 1995 vorstand. In der Funktion eines Generalabts der Kongregation der österreichischen Augustiner-Chorherren, die er von 1954 bis 1987 innehatte, war er Konzilsvater beim Zweiten Vatikanischen Konzil. Von 1956 bis 1974 war er Vorsitzender der Superiorenkonferenz der männlichen Ordensgemeinschaften, von 1969 bis 1983 Prior der österreichischen Statthalterei des Ritterordens vom hl. Grab, danach Großprior und von 1968 bis 1974 Abtprimas der weltweit tätigen Augustiner-Chorherren-Konföderation.